# 絶体絶命でんぢゃらすじーさん〜泣きの1回 絶対服従ばいおれんす校長〜ワガハイが1番えらいんじゃい!!〜
『絶体絶命でんぢゃらすじーさん〜泣きの一回 絶対服従ばいおれんす校長〜ワガハイが一番えらいんじゃい!〜』（ぜったいぜつめいでんぢゃらすじーさん なきのいっかい ぜったいふくじゅうばいおれんすこうちょう ワガハイがいちばんえらいんじゃい）は、2004年3月18日にキッズステーションからゲームボーイアドバンス向けに発売されたアドベンチャーゲームで、漫画『絶体絶命でんぢゃらすじーさん』を元にしたゲーム化作品第2弾である。通信プレイ可能。

## あらすじ
じーさんがみょみょみょ星人を倒してから3時間たったそのころ、校長は考えていた。「世界で一番偉いのは我輩のはずなのじゃい。それなのに、宇宙人を倒したのはヒゲのじーさんだったのじゃい。」そこで校長は、じーさんにもう一度やって欲しいと頼んだ。そしてじーさんは宇宙人を呼び戻して再び侵略させる事にした。こうして校長と孫は再び旅立つのであった。

## 登場キャラ
校長
このゲームの主役。自分が世界で一番エライと思っている。
じーさん
今回は敵の方として活躍。校長を倒す新兵器を開発していたが、それは「うんこの巻きが逆になる」機械だった。
孫
じーさんの孫。校長のお供をさせられる。
ゲベ
じーさんのペット。
最強さん
近所で最強のおじさん。

### みょみょみょ星人
みょみょみょ大王
みょみょみょ星人のボス。語尾に「ござる」をつける。「ウンバボ」が口癖。
001号
東京（日本）侵略部隊隊長。語尾に「～みょ」をつける
002号
シドニー（オーストラリア）侵略部隊隊長。語尾に「～だす」をつける。宇宙船内で校長の技「校長フラッシュ・パート3」でほかのみょみょみょ星人と共に消滅した。
004号
サバンナ（ケニア）侵略部隊隊長。語尾に「～プ~」をつける。「校長フラッシュ・パート3」で倒される。
005号
ハワイ（アメリカ合衆国）侵略部隊隊長。語尾に「～だよ」をつける。「校長フラッシュ・パート3」で倒される。
006号
イースター島（チリ）侵略部隊隊長。語尾に「～ピエール」をつける。「校長フラッシュ・パート3」で倒される。
509号
サバンナ侵略部隊の一人。やる気がない。
※なお、003号は前作で死亡している。

### 他のキャラクター
暗黒大魔王
ペラペラな大魔王。皆が引くぐらい強い。元々は、第1巻の登場人物紹介に登場するキャラだった。
曽山
色々なところに登場する。
こんどうくん
侵略阻止後のイースター島に登場。校長が弟子にした男。3日前に500円を校長に貸すが、返してもらえなかった。彼はこれが卒業試験で、校長は自分のことを考えてくれていると思い込み、必殺技「スーパー・ウルトラ・グレート・ワンダフル・ヘビー・デラックス・ハイパー・トルネード・セクシー・ホタルイカ・クラッシュ」をおみまいするが、本当は部長という人の弟子だった模様で、「人違いでした」と言って帰っていった。

## ストーリーモード
プレーヤーが校長となり、地球が侵略されるまでの六日間に、様々な都市を移動してイベントやミニゲームをクリアしていく。
マトリックスシステム
プレーヤーの行動によって、校長がいろいろな姿になったり、イベントの内容、ミニゲームのルール、エンディングなどが変わる。これは前作『史上最強の土下座』にもあったシステム。

## ステータスモード
校長の各都市での行動によってキャラクターが変わる。横綱校長や、ブルマー校長などえらくて美しい、えらくてかっこいい、えらくて正しい、えらくてずるいのレベルで変わる。校長は全25種に、通常のプレイでは入手できない「すぺしゃる校長」が3種存在する。

## 通信モード
2人で遊べる。
たいせん
ジャンケンで対戦できる。このとき「黒城校長」を使って対戦に勝利すると「すぺしゃる校長」の1つである「牛次郎校長」が手に入る。
こうかん
友達の校長と自分の校長を交換できる。

### 隠し要素
- ある条件を満たすとゲーム開始時のモード選択に『カラオケ』が出現。「おちんちんの歌」が流れ（音楽のみ）、終了するとランダムで2種のイラストが表示される。
- また『ヒミツ』として「すぺしゃる校長」の1種である「日本校長」（日本列島の形をした校長）を入手するためのモードもある。本ソフトと前作「史上最強の土下座」をGBAに挿入し通信ケーブルで繋ぎ「校長」を「ヒミツ」モード、「土下座」を「つうしん」モードにして通信すると「校長」に「日本校長」が出現する（「土下座」には何も起こらない）。
- このゲームでは通常のプレイでは変身しない「すぺしゃる校長」の1種である「連載前校長」（ボツになったデザインの校長）が存在する。これは、次世代ワールドホビーフェアで配布されたもので、現在は入手不可能。

## 移動可能な都市
- 東京
- ハワイ
- シドニー
- イースター島
- サバンナ

その他、2つの隠れ都市（アトランティス、校長王国）が存在する。

## 備考
- 前作は「ゲーム内の目的を無視すれば数分でクリア」できると、公式ガイドブックなどで紹介されたが、本作ではさらに短くゲーム開始直後にエンディングに突入することが可能となっている。
- 新要素として、一部の都市では特定の条件を満たすと時間が経過（夕方・夜になる）させる事ができる。ただし、目的であるみょみょみょ星人と戦う前に行うと無条件で征服されてしまい、登場人物の変化などで一部イベントができなくなるなどの欠点もある。
- 前作と同じルールのミニゲーム「真剣勝負じゃっ!」では、相手の攻撃によるダメージが減少しており難易度が下がっている。
- 本来は脇役の校長が主役だったこともあり、売れ行きは芳しくなかった。